# Gabriel Rosén (skådespelare)
Nils Gabriel Rosén Hermanson, född 24 mars 1911 i Stockholm, död 3 april 1971 i Bandhagen, var en svensk skådespelare. 
Rosén studerade vid Dramatens elevskola. Han var gift med skådespelaren Maj Törnblad.

## Filmografi i urval
- 1931 – Markurells i Wadköping
- 1937 – John Ericsson - segraren vid Hampton Roads
- 1938 – Du gamla du fria
- 1938 – Svensson ordnar allt!
- 1938 – På kryss med Albertina
- 1940 – Den blomstertid
- 1942 – Rid i natt!
- 1943 – I mörkaste Småland
- 1944 – Mitt folk är icke ditt
- 1945 – Trav, hopp och kärlek
- 1948 – Janne Vängmans bravader
- 1949 – Svenske ryttaren
- 1950 – Motorkavaljerer
- 1950 – Hjärter Knekt
- 1950 – Regementets ros
- 1952 – För min heta ungdoms skull
- 1953 – Barabbas
- 1953 – Vägen till Klockrike
- 1953 – Göingehövdingen
- 1955 – Älskling på vågen

## Teater

### Roller
| År   | Roll                    | Produktion                             | Regi            | Teater                         |
| ---- | ----------------------- | -------------------------------------- | --------------- | ------------------------------ |
| 1935 |                         | Den lilla butiken Ladislaus Bus-Fekete | Martha Lundholm | Martha Lundholms turnésällskap |
| 1937 | Tug Wilson              | Doktor Clitterhouse Barré Lyndon       | Gösta Ekman     | Vasateatern                    |
| 1937 | Léon Portal             | Min son ministern André Birabeau       | Martha Lundholm | Vasateatern                    |
| 1937 | Handklaveret            | Vår ära och vår makt Nordahl Grieg     | Alf Sjöberg     | Dramaten                       |
| 1938 |                         | Gösta Berlings saga Selma Lagerlöf     | Johan Falck     | Riksteatern                    |
| 1939 | En polis Andra kaptenen | Nederlaget Nordahl Grieg               | Svend Gade      | Dramaten                       |
| 1942 |                         | Mollusken Hubert Henry Davies          |                 | Turné                          |
| 1961 | En matros               | Othello William Shakespeare            | Birgit Cullberg | Stockholms stadsteater         |
| 1961 | Förste bokhållaren      | Violerna Georges Schehadé              | Sam Besekow     | Stockholms stadsteater         |